# Марцел II
Марцел II е римски папа от 9 април 1555 до 1 май 1555 г.
Рожденото му име е Марчело Червини (на италиански: Marcello Cervini degli Spannochi). Той е последният папа, който използва рожденото си име за папско. Преди да бъде избран за папа е бил кардинал на Санта Кроче. Папа Марцел е един от 10-те най-кратко управлявали папи, заради краткия си 22-дневен понтификат.
Композиторът Палестрина съчинява меса (Missa Papae Marcelli), която била изпълнена на погребението на папата.